# World Padel Tour 2018
El World Padel Tour 2018 es la sexta edición del World Padel Tour, el circuito de padel más prestigioso del mundo.

## Calendario
| Torneo           | Ciudad        | País      | Fecha                               |
| ---------------- | ------------- | --------- | ----------------------------------- |
| Catalunya Master | Badalona      | España    | 19 de marzo - 25 de marzo           |
| Alicante Open    | Alicante      | España    | 2 de abril - 8 de abril             |
| Zaragoza Open    | Zaragoza      | España    | 30 de abril - 6 de mayo             |
| Jaén Open        | Jaén          | España    | 21 de mayo - 27 de mayo             |
| Valladolid Open  | Valladolid    | España    | 18 de junio - 24 de junio           |
| Valencia Master  | Valencia      | España    | 2 de julio - 8 de julio             |
| Bastad Open      | Bastad        | Suecia    | 23 de julio - 29 de julio           |
| Mijas Open       | Mijas, Málaga | España    | 6 de agosto - 12 de agosto          |
| Andorra Open     | Andorra       | Andorra   | 20 de agosto - 26 de agosto         |
| Lugo Open        | Lugo          | España    | 3 de septiembre - 9 de septiembre   |
| Portugal Master  | Lisboa        | Portugal  | 17 de septiembre - 23 de septiembre |
| Madrid WOpen     | Madrid        | España    | 24 de septiembre - 30 de septiembre |
| Granada Open     | Granada       | España    | 8 de octubre - 14 de octubre        |
| Euskadi Open     | Bilbao        | España    | 22 de octubre - 28 de octubre       |
| Argentina Master | Buenos Aires  | Argentina | 5 de noviembre - 11 de noviembre    |
| Murcia Open      | Murcia        | España    | 19 de noviembre - 25 de noviembre   |
| Master Final     | Madrid        | España    | 13 de diciembre - 16 de diciembre   |

## Campeones por torneo

### Competición masculina
| Torneo                 | Ganadores                             | Finalistas                            | Resultado      |
| ---------------------- | ------------------------------------- | ------------------------------------- | -------------- |
| Badalona               | Maxi Sánchez y Sanyo Gutiérrez        | Juan Lebrón y Juan Cruz Belluati      | 6-4 y 6-2      |
| Alicante               | Fernando Belasteguín y Pablo Lima     | Franco Stupaczuk y Cristián Gutiérrez | 7-6, 3-0 y ab- |
| Zaragoza               | Maxi Sánchez y Sanyo Gutiérrez        | Paquito Navarro y Juan Martín Díaz    | 6-4, 6-7 y 6-3 |
| Jaén                   | Maxi Sánchez y Sanyo Gutiérrez        | Paquito Navarro y Juan Martín Díaz    | 6-3 y 6-3      |
| Valladolid             | Alejandro Galán y Matías Díaz         | Maxi Sánchez y Sanyo Gutiérrez        | 7-5, 3-6 y 6-3 |
| Valencia               | Fernando Belasteguín y Pablo Lima     | Maxi Sánchez y Sanyo Gutiérrez        | 6-0 y 6-2      |
| Bastad                 | Fernando Belasteguín y Pablo Lima     | Paquito Navarro y Juan Martín Díaz    | 6-2, 3-6 y 6-3 |
| Mijas                  | Maxi Sánchez y Sanyo Gutiérrez        | Juan Lebrón y Juan Cruz Belluati      | 6-2 y 7-5      |
| Andorra                | Maxi Sánchez y Sanyo Gutiérrez        | Cristián Gutiérrez y Franco Stupaczuk | 5-7, 6-4 y 6-4 |
| Lugo                   | Alejandro Galán y Matías Díaz         | Lucho Capra y Ramiro Moyano           | 6-0 y 6-4      |
| Lisboa                 | Maxi Sánchez y Sanyo Gutiérrez        | Miguel Lamperti y Juani Mieres        | 7-6 y 7-5      |
| Madrid WOpen           | No se disputó - Torneo femenino       |                                       |                |
| Granada                | Franco Stupaczuk y Cristián Gutiérrez | Maxi Sánchez y Sanyo Gutiérrez        | 2-6, 7-6 y 6-2 |
| Bilbao                 | Paquito Navarro y Pablo Lima          | Miguel Lamperti y Juani Mieres        | 6-3 y 6-3      |
| Buenos Aires           | Maxi Sánchez y Sanyo Gutiérrez        | Agustín Gómez y Adrián Allemandi      | 6-7, 6-4 y 6-2 |
| Murcia                 | Maxi Sánchez y Sanyo Gutiérrez        | Paquito Navarro y Pablo Lima          | 2-6, 7-5 y 6-3 |
| Máster Final de Madrid | Fernando Belasteguín y Pablo Lima     | Maxi Sánchez y Sanyo Gutiérrez        | 7-6 y 6-3      |

### Competición femenina
| Torneo                 | Ganadores                                   | Finalistas                                  | Resultado      |
| ---------------------- | ------------------------------------------- | ------------------------------------------- | -------------- |
| Badalona               | Lucía Sainz y Gemma Triay                   | Marta Marrero y Alejandra Salazar           | 6-2, 5-7 y 6-4 |
| Alicante               | Marta Marrero y Alejandra Salazar           | Mapi Sánchez Alayeto y Majo Sánchez Alayeto | 6-3 y 7-6      |
| Zaragoza               | Lucía Sainz y Gemma Triay                   | Mapi Sánchez Alayeto y Majo Sánchez Alayeto | 6-7, 7-6 y 6-1 |
| Jaén                   | Mapi Sánchez Alayeto y Majo Sánchez Alayeto | Lucía Sainz y Gemma Triay                   | 7-5 y 6-3      |
| Valladolid             | Lucía Sainz y Gemma Triay                   | Mapi Sánchez Alayeto y Majo Sánchez Alayeto | 6-4, 4-6 y 6-3 |
| Valencia               | Mapi Sánchez Alayeto y Majo Sánchez Alayeto | Marta Ortega y Ariana Sánchez               | 6-3 y 6-4      |
| Bastad                 | No se disputó - Torneo masculino            |                                             |                |
| Mijas                  | Mapi Sánchez Alayeto y Majo Sánchez Alayeto | Elisabeth Amatriaín y Patricia Llaguno      | 6-1 y 6-3      |
| Andorra                | Mapi Sánchez Alayeto y Majo Sánchez Alayeto | Marta Marrero y Alejandra Salazar           | 7-6, 6-7 y 6-4 |
| Lugo                   | Marta Marrero y Alejandra Salazar           | Mapi Sánchez Alayeto y Majo Sánchez Alayeto | 6-2 y 6-3      |
| Lisboa                 | Mapi Sánchez Alayeto y Majo Sánchez Alayeto | Lucía Sainz y Gemma Triay                   | 0-6, 6-4 y 7-5 |
| Madrid WOpen           | Marta Marrero y Alejandra Salazar           | Mapi Sánchez Alayeto y Majo Sánchez Alayeto | 6-2, 4-6 y 6-4 |
| Granada                | Lucía Sainz y Gemma Triay                   | Marta Ortega y Ariana Sánchez               | 6-1 y 6-4      |
| Bilbao                 | Marta Marrero y Alejandra Salazar           | Mapi Sánchez Alayeto y Majo Sánchez Alayeto | 6-3, 2-6 y 6-4 |
| Buenos Aires           | No se disputó - Torneo masculino            |                                             |                |
| Murcia                 | Marta Marrero y Alejandra Salazar           | Mapi Sánchez Alayeto y Majo Sánchez Alayeto | 7-5, 4-6 y 6-1 |
| Máster Final de Madrid | Marta Marrero y Alejandra Salazar           | Mapi Sánchez Alayeto y Majo Sánchez Alayeto | 6-3 y 6-2      |

## Ranking a final de temporada

### Ranking Masculino
| Ranking | Nombre               | País      | Puntos | Ganador                                                                | Finalista                                             |
| ------- | -------------------- | --------- | ------ | ---------------------------------------------------------------------- | ----------------------------------------------------- |
| 1       | Maxi Sánchez         | Argentina | 13.820 | Badalona, Zaragoza, Jaén, Mijas, Andorra, Lisboa, Buenos Aires, Murcia | Valladolid, Valencia, Granada, Máster Final de Madrid |
| 1       | Sanyo Gutiérrez      | Argentina | 13.820 | Badalona, Zaragoza, Jaén, Mijas, Andorra, Lisboa, Buenos Aires, Murcia | Valladolid, Valencia, Granada, Máster Final de Madrid |
| 3       | Pablo Lima           | Brasil    | 8.330  | Alicante, Valencia, Bastad, Bilbao, Máster Final de Madrid             | Murcia                                                |
| 4       | Paquito Navarro      | España    | 7.035  | Bilbao                                                                 | Zaragoza, Jaén, Bastad, Murcia                        |
| 5       | Juan Martín Díaz     | España    | 6.570  |                                                                        | Zaragoza, Jaén, Bastad                                |
| 6       | Alejandro Galán      | España    | 6.200  | Valladolid, Lugo                                                       |                                                       |
| 6       | Matías Díaz          | España    | 6.200  | Valladolid, Lugo                                                       |                                                       |
| 8       | Fernando Belasteguín | Argentina | 6.060  | Alicante, Valencia, Bastad, Máster Final de Madrid                     |                                                       |
| 9       | Miguel Lamperti      | Argentina | 5.145  |                                                                        | Bilbao                                                |
| 9       | Juani Mieres         | España    | 5.145  |                                                                        | Bilbao                                                |
| 11      | Franco Stupaczuk     | Argentina | 4.925  | Granada                                                                | Alicante, Andorra                                     |
| 11      | Cristián Gutiérrez   | Argentina | 4.925  | Granada                                                                | Alicante, Andorra                                     |
| 13      | Juan Lebrón          | España    | 4.920  |                                                                        | Badalona, Mijas                                       |
| 14      | Juan Cruz Belluati   | Argentina | 4.095  |                                                                        | Badalona, Mijas                                       |
| 15      | Javier Ruíz          | España    | 4.055  |                                                                        |                                                       |
| 15      | Uri Botello          | España    | 4.055  |                                                                        |                                                       |

### Ranking femenino
| Ranking | Nombre               | País      | Puntos | Ganadora                                                             | Finalista                                                                                  |
| ------- | -------------------- | --------- | ------ | -------------------------------------------------------------------- | ------------------------------------------------------------------------------------------ |
| 1       | Majo Sánchez Alayeto | España    | 12.350 | Jaén, Valencia, Mijas, Andorra, Lisboa                               | Alicante, Zaragoza, Valladolid, Lugo, Madrid WOpen, Bilbao, Murcia, Máster Final de Madrid |
| 1       | Mapi Sánchez Alayeto | España    | 12.350 | Jaén, Valencia, Mijas, Andorra, Lisboa                               | Alicante, Zaragoza, Valladolid, Lugo, Madrid WOpen, Bilbao, Murcia, Máster Final de Madrid |
| 3       | Marta Marrero        | España    | 10.760 | Alicante, Lugo, Madrid WOpen, Bilbao, Murcia, Máster Final de Madrid | Badalona, Andorra                                                                          |
| 3       | Alejandra Salazar    | España    | 10.760 | Alicante, Lugo, Madrid WOpen, Bilbao, Murcia, Máster Final de Madrid | Badalona, Andorra                                                                          |
| 5       | Lucía Sainz          | España    | 9.325  | Badalona, Zaragoza, Valladolid, Granada                              | Jaén, Lisboa                                                                               |
| 5       | Gemma Triay          | España    | 9.325  | Badalona, Zaragoza, Valladolid, Granada                              | Jaén, Lisboa                                                                               |
| 7       | Ariana Sánchez       | España    | 5.810  |                                                                      | Valencia, Granada                                                                          |
| 7       | Marta Ortega         | España    | 5.810  |                                                                      | Valencia, Granada                                                                          |
| 9       | Elisabeth Amatriain  | España    | 4.320  |                                                                      | Mijas                                                                                      |
| 9       | Patricia Llaguno     | España    | 4.320  |                                                                      | Mijas                                                                                      |
| 11      | Carolina Navarro     | España    | 3.705  |                                                                      |                                                                                            |
| 11      | Cecilia Reiter       | Argentina | 3.705  |                                                                      |                                                                                            |
| 13      | Beatriz González     | España    | 3.350  |                                                                      |                                                                                            |
| 13      | Catalina Tenorio     | Argentina | 3.350  |                                                                      |                                                                                            |
| 15      | Teresa Navarro       | España    | 2.520  |                                                                      |                                                                                            |
| 15      | Victoria Iglesias    | España    | 2.520  |                                                                      |                                                                                            |